# Monument de Sant Bernat

El Monument de Sant Bernat és un conjunt escultòric al terme municipal de l'Espluga de Francolí restaurat als anys 1950 per commemorar la tornada dels monjos al monestir de Poblet, però originari del Segle XVIII.
 El monument està format per un pàl·lida fusta en forma d'en forma d'encavallat de fusta cobert amb teules a quatre vessants. Les pilastres en degradació, arrenquen d'un basament centrat per dos esglaons de planta circular en el que se situa la base d'escultures de la Verge i Benet de Núrsia, amb Sant Bernat al seu costat. Les tres imatges s'eleven sobre una base amb perfil de cornisa. La verge, més elevada, vesteix túnica i porta el cap velat. A la seva dreta la figura del fundador de l'orde benedictí, orde del proper monestir de Poblet. A l'esquerra i més petita, la imatge del reformador de l'orde, Bernat d'Abbeville.